# Горлова, Ира Ивановна
Ира Ива́новна Горлова (род. 20 августа 1941, Листопадовка, Грибановский район, Воронежская область, РСФСР, СССР) — советский и российский культуролог, педагог и общественный деятель, организатор науки и образования. Доктор философских наук, профессор, заслуженный деятель науки Российской Федерации (2001), почетный гражданин города Краснодара.

## Биография
В 1959 году поступила в библиотечный техникум Обояни, который окончила в 1961 году, затем переехала в Москву, где в 1963 году поступила на библиотечный факультет МГИКа, который окончила в 1968 году. В том же году поступила в аспирантуру там же, которую окончила в 1974 году. Будучи выпускницей аспирантуры, в 1972 году переехала в Краснодар и устроилась в Краснодарский государственный институт культуры, из-за чего она в аспирантура была окончена  экстерном. В 1982 году защитила кандидатскую диссертацию «Совершенствование библиотечного обслуживания специалистов сельскохозяйственного производства», в 1997 году — докторскую диссертацию «Культурная политика в условиях переходного периода: федеральный и региональный аспекты». Долгие годы работала ректором института и заведующей кафедрой информационной культуры.
В настоящее время директор Южного филиала Российский научно-исследовательский институт культурного и природного наследия имени Д. С. Лихачёва. Является куратором многих тематических выставок, из-за чего её приглашают в качестве гостя во многие культурные телепередачи, в 2014 году приняла участие в рубрике «Худсовет» в рамках телепередачи «Новости культуры» на телеканале Россия-К с выставкой «Инновация-2013». Действительный член МАИ (1993) и Академии гуманитарных наук (1994), член-корреспондент Международной академии наук высшей школы,

## Научная деятельность
Основные работы посвящены библиотечному обслуживанию специалистов сельскохозяйственного права, современному состоянию и истории культуры и библиотечного дела, а также библиотечному и культурному образованию.

## Награды и премии
- Заслуженный деятель науки Российской Федерации (2001);
- Кавалер Ордена Дружбы (2007)[2];
- Лауреат Премии администрации Краснодарского края в области науки, культуры и образования (1997);
- Заслуженный работник культуры РСФСР (1990);
- Заслуженный деятель искусств Республики Адыгея (1995);
- Заслуженный деятель искусств Республики Дагестан (2007);
- Заслуженный деятель искусств Республики Ингушетия (1999);
- Заслуженный деятель искусств Республики Дагестан (2007);
- Заслуженный деятель искусств Республики Калмыкия (1999);
- Заслуженный деятель искусств Республики Карачаево-Черкесия (2007);
- Заслуженный деятель искусств Республики Северная Осетия-Алания (2001);
- Заслуженный деятель науки Кубани (1995);
- Почетный гражданин города Краснодара (2001).
- Благодарность Министра культуры Российской Федерации (2003) — за большой вклад в подготовку указанных совещаний сотрудникам Краснодарского государственного университета культуры и искусств[3]